# Patrick Wayne
Patrick Wayne (Los Angeles, 15 juli 1939), geboren als Patrick John Morrison, is een Amerikaanse acteur en zoon van de legendarische acteur John Wayne en diens eerste vrouw Josephine. Hij was te zien in meer dan 40 films, waarvan 9 met zijn vader.

## Biografie
Patrick Wayne stapte op elfjarige leeftijd in de voetsporen van zijn vader. Hij speelde in 1950 zijn allereerste filmrol in Rio Grande, waarin zijn vader de hoofdrol vertolkte. In de daarop volgende jaren verscheen hij in o.a. The Quiet Man en The Searchers.
Tussen 1957 en 1958 speelde hij de rol van buurjongen Walter in de CBSserie Mr. Adams and Eve. Tussen 1966 en 1967 speelde hij een hoofdrol in de westernserie The Rounders.
In de late jaren 90 speelde hij verschillende gastrollen in series zoals Murder, She Wrote en The Love Boat.
In 2003 werd hij voorzitter van de John Wayne Cancer Institute.
Op 2 december 2015 ontving hij in het Spaanse Almería de "Almeria Tierra de Cine" voor zijn lange loopbaan in de filmwereld.

## Filmografie

### Films
| Jaar | Film                            | Rol                             | Opmerking                  |
| ---- | ------------------------------- | ------------------------------- | -------------------------- |
| 1950 | Rio Grande                      | Jongen                          | Niet vermeld in aftiteling |
| 1952 | The Quiet Man                   | Jongen op wagen bij paardenrace | Niet vermeld in aftiteling |
| 1953 | The Sun Shines Bright           | Cadet                           | Niet vermeld in aftiteling |
| 1955 | The Long Gray Line              | Abner Overton                   |                            |
| 1955 | Mister Roberts                  | Bookser                         |                            |
| 1956 | The Conqueror                   |                                 | Rol onbekend               |
| 1956 | The Searchers                   | Lt. Greenhill                   |                            |
| 1959 | The Young Land                  | Sheriff Jim Ellison             |                            |
| 1960 | The Alamo                       | Captain James Butler Bonham     |                            |
| 1961 | The Comancheros                 | Tobe                            |                            |
| 1963 | Donovan's Reef                  | Australian Navy Lt.             | Niet vermeld in aftiteling |
| 1963 | McLintock!                      | Devlin Warren                   |                            |
| 1963 | Cheyenne Autumn                 | Luitenant Scott                 |                            |
| 1965 | Shenandoah                      | James Anderson                  |                            |
| 1966 | An Eye for an Eye               | Benny Wallace                   |                            |
| 1968 | The Green Berets                | Luitenant Jamison               |                            |
| 1971 | The Gatling Gun                 | Jim Boland                      |                            |
| 1971 | Big Jake                        | James McCandles                 |                            |
| 1971 | The Deserter                    | Captain Bill Robinson           |                            |
| 1973 | Beyond Atlantis                 | Vic Mathias                     |                            |
| 1974 | The Bears and I                 | Bob Leslie                      |                            |
| 1976 | Mustang Country                 | Tee Jay                         |                            |
| 1977 | The People That Time Forgot     | Ben McPride                     |                            |
| 1977 | Sinbad and the Eye of the Tiger | Sinbad                          |                            |
| 1978 | Texas Detour                    | Clay McCarthy                   |                            |
| 1985 | Rustlers' Rhapsody              | Bob Barber                      |                            |
| 1988 | Young Guns                      | Pat Garrett                     |                            |
| 1989 | Chill Factor                    | Jerry Rivers                    |                            |
| 1989 | Her Alibi                       | Gary Blackwood                  |                            |
| 1997 | Deep Cover                      | Ray                             |                            |

### Televisie (selectie)
| Jaar        | Productie                         | Rol                        | Opmerking                                                                                 |
| ----------- | --------------------------------- | -------------------------- | ----------------------------------------------------------------------------------------- |
| 1957        | Mr. Adams and Eve                 | Walter                     |                                                                                           |
| 1960        | Have Gun - Will Travel            | Ben Huttner                | Gastrol in "Black Sheep"                                                                  |
| 1966 - 1967 | The Rounders                      | Howdy Lewis                |                                                                                           |
| 1974        | McCloud                           | Deputy Morris Knowles      | Gastrol in "The Colorado Cattle Caper"                                                    |
| 1974        | Marcus Welby, M.D.                | Sgt. Buchanan              | Gastrol in "The Outrage"                                                                  |
| 1974        | Police Woman                      | Kevin Duffy                | Gastrol in "It's Only a Game"                                                             |
| 1979        | The Love Boat                     | Matt Benton                | Gastrol in "Cindy/Play by Play/What's a Brother For?"                                     |
| 1980        | The Monte Carlo Show              | Gastheer                   | Variety show                                                                              |
| 1980        | Shirley                           | Lew Armitage               |                                                                                           |
| 1981        | Charlie's Angels                  | Steve Walters              | Gastrol in "Waikiki Angels"                                                               |
| 1981        | The Love Boat                     | Jack Clayton               | Gastrol in "Gopher's Bride/Love with a Married Man/Not Tonight, Jack!"                    |
| 1981        | Fantasy Island                    | John Apensdale             | Gastrol in "Hard Knocks/Lady Godiva"                                                      |
| 1982        | Fantasy Island                    | Major Wood                 | Gastrol in "The Big Bet/Nancy and the Thunderbirds"                                       |
| 1983        | The Love Boat                     | Tom Joseph                 | Gastrol in "Vicki's Dilemma/Discount Romance/Looser & Still Champ"                        |
| 1983        | Fantasy Island                    | Francois                   | Gastrol in "Midnight Waltz/Let Them Eat Cake"                                             |
| 1984        | The Love Boat                     | Mike Morel / Jeff Peterson | Gastrol in "By Hook or by Crook/Revenge with the Proper Stranger/Don't Get Mad, Get Even" |
| 1985        | The Love Boat                     |                            | Gastrol in "Judy Hits a Low Note/Love Times Two/The Problem with Papa"                    |
| 1986        | The Love Boat                     |                            | Gastrol in "Second Banana/The Prodigy/What Goes Around"                                   |
| 1987        | Murder, She Wrote                 | Randy Witworth             | Gastrol in "Murder, She Spoke"                                                            |
| 1987        | Sledge Hammer!                    | Myles                      | Gastrol in "Brother, Can You Spare a Crime?"                                              |
| 1988        | MacGyver                          | Jeff Stone                 | Gastrol in "Collision Course"                                                             |
| 1989        | The New Alfred Hitchcock Presents | Michael Roberts            | Gastrol in "South By Southeast"                                                           |
| 1997        | Silk Stalkings                    | Harmon Lange               | Gastrol in "Pumped Up"                                                                    |